# RTK 3

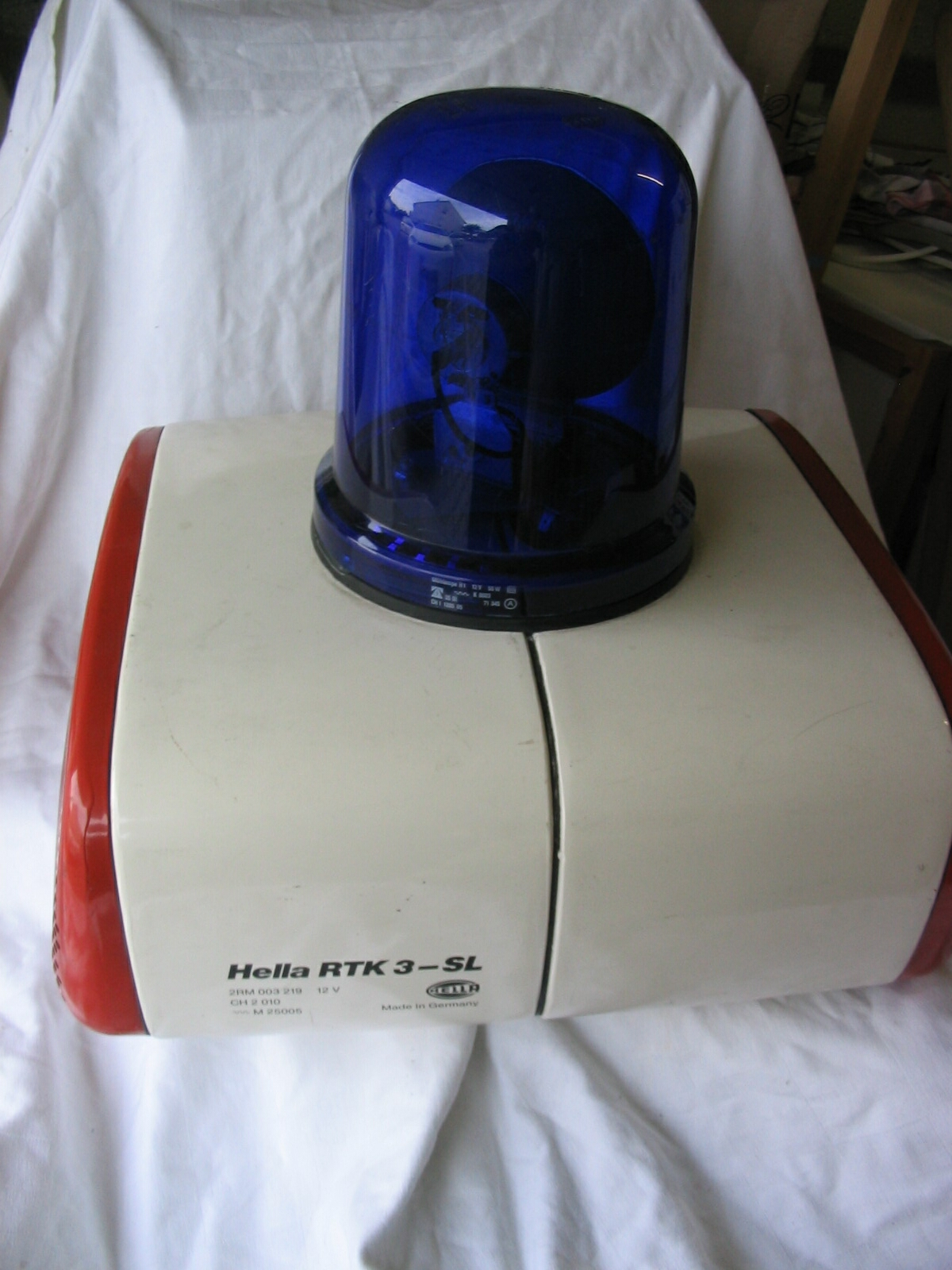
Hella RTK 3-SL mit aufgesetzter Rundumleuchte Hella KLJ80

Mit RTK wird die Rundumtonkombination, eine integrierte Sondersignalanlage der Firma Hella, abgekürzt.
Im Jahr 1978 wurde die Serienproduktion der RTK 3 aufgenommen.
Die Sondersignalanlage bestand aus einem Metall-/Kunststoffkasten, in dem drei 35-Watt-Lautsprecher (zwei nach vorne, einer nach hinten) und die Steuereinheit verbaut wurden. Die RTK 3 wurde auch mit aufgesetzter Rundumkennleuchte vertrieben.
Die Steuereinheit erzeugt das bekannte Sondersignal elektronisch; dies wird jedoch nur abgestrahlt, wenn auch gleichzeitig die Rundumkennleuchte eingeschaltet ist.
An das Steuergerät sind die Lautsprecher (über einen Leistungstrenner) sowie das Blaulicht angeschlossen. Weiterhin können auch ein Radio, Tonbandgerät, ein Funkgerät oder ein Mikrofon angeschlossen werden.
Mit einer zusätzlichen Schaltereinheit ist es möglich, unter anderem Durchsagen, ankommenden Funk oder Tonbandwiedergaben nach außen hin über die Lautsprecher abzustrahlen.
Im Jahr 1983 kam die Variante „Stadt-Land“, kurz „SL“ hinzu.
Die Produktion der RTK 3-SL wurde mit dem Beginn der RTK 4-SL-Produktion 1986 eingestellt.
Die Lochbleche vorne und hinten gab es in verschiedenen Varianten, die sich den Baujahren zuordnen lassen können.
Die RTK 3 gab es in unterschiedlichen Farbvarianten.